# Longraye
Longraye (wymowaⓘ) – miejscowość i dawna gmina we Francji, w regionie Normandia, w departamencie Calvados. W 2013 roku liczba ludności wynosiła 246 mieszkańców.
W dniu 1 stycznia 2017 roku z połączenia czterech ówczesnych gmin – Anctoville, Longraye, Saint-Germain-d’Ectot oraz Torteval-Quesnay – utworzono nową gminę Aurseulles. Siedzibą gminy została miejscowość Anctoville.